# Helmholtzia novoguineensis
Helmholtzia novoguineensis là một loài thực vật có hoa trong họ Philydraceae. Loài này được (K.Krause) Skottsb. mô tả khoa học đầu tiên năm 1932.